# 名探偵コナン 水平線上の陰謀
『名探偵コナン 水平線上の陰謀』（めいたんていコナン すいへいせんじょうのストラテジー）は、2005年4月9日に公開された劇場版『名探偵コナン』シリーズの9作目にあたる劇場版アニメである。上映時間は107分。興行収入は約21億5000万円。キャッチコピーは「忘れはしねぇよ、オマエのことだけは…」「オマエを、絶対に守る」。タイトルの「ストラテジー（Strategy）」は、通常は「戦略」の意である。

## 概要
海を舞台にした作品は第2作『14番目の標的』以来だが、本作では一部のシーンや回想を除き、終始、豪華客船の船上だけでストーリーが展開していく。貨物船が氷山と衝突するなど、タイタニック号と共通する場面が多く、意図的に挿入されているシーンも見受けられる（灰原哀が日下ひろなりの書くシナリオでタイタニックの名前を挙げている）。エンディングの演出もジェームズ・キャメロン監督の映画『タイタニック』を元にしている。また、本作は海上保安庁やクルーザー社の協力を得て制作された。
従来の劇場版では、主人公・江戸川コナンが推理で犯人を追い詰めていくのが基本だが、本作ではコナンがミスリードに引っかかり、代わりに普段は的外れな推理をすることが多い毛利小五郎が、劇場版で初めてほぼ単独で犯人を追い詰める展開となっている。これは小五郎の声を演じていた神谷明の長年の夢であったという。監督の山本泰一郎は公式パンフレットのインタビューで、「小五郎を活躍させるというのは原作者の青山剛昌が考えたアイデアによるものである」と語っている。またアクションも取り入れられており、映画の後半は主に小五郎にフォーカスを当てた作品となっている。なお、劇場版においてコナンが阿笠博士を探偵役として推理を披露したのは本作が初であり、2024年現在も唯一のケースになっている。
映画シリーズでは初めて、工藤新一と毛利蘭の小学生時代のエピソードが披露されている。小学生時代の新一はコナンと同じく高山みなみが担当している。
本作では原作・テレビアニメから初登場となるキャラクターは存在しないが、佐藤美和子が第7作『迷宮の十字路』以来2年ぶり、千葉刑事が第6作『ベイカー街の亡霊』以来3年ぶりに登場している。また、トメさんも第5作『天国へのカウントダウン』以来4年ぶりの登場となったが、担当声優の中嶋聡彦が2017年9月8日に死去したため、中嶋の演じるトメさんが劇場版に登場するのは本作が最後となった。終盤では小五郎のイメージのみで台詞は無いが、妃英理が前作『銀翼の奇術師』に引き続き登場している。
冒頭の解説では、コナンと関わりのある黒ずくめの組織のメンバーでは、ジンとウォッカ以外に初めてベルモットの姿が描かれている。コナン以外では少年探偵団の説明が中心になっているため、コナンと共に少年探偵団（灰原除く）が説明役に加わっている。また、「小さくなっても頭脳は同じ、迷宮入りなしの名探偵」の映像は第15作『沈黙の15分』と第17作『絶海の探偵』から第19作『業火の向日葵』 及びテレビスペシャル『江戸川コナン失踪事件 〜史上最悪の2日間〜』まで流用されることになる。
本作では蘭が空手の関東大会で優勝したことが園子の口から語られており、第14作『天空の難破船』での継承描写を経て、2011年に原作でも公式設定となった。そのため、本作は原作の時系列では2012年2月18日放送の第646話『幽霊ホテルの推理対決（前編）』（原作73巻File.6「截拳道（ジークンドー）」）以後のエピソードとして位置づけられることとなった。ただし、蘭から新一への優勝報告は本作では電話でだが、原作及びテレビアニメではメールで行われ、それを園子が蘭へ問う点、および白鳥警部は原作およびテレビアニメでは蘭の関東大会優勝の前に小林澄子と両想いになるエピソードが描かれたのに対し、本作ではまだ佐藤刑事に想いを寄せている様子が描かれている点は異なっている。また、高木刑事の発言から前作『銀翼の奇術師』よりも後の出来事である事が示唆されている。
2005年4月2日からは、公開記念特番「水平線上のコナン小五郎」が各局で随時放送された。
本作は、パンフレットとは別にオフィシャルガイドブック（解説本）も同時に発売されている（単独での解説本は本作のみ）。小説版は小学館ジュニア文庫から2014年8月6日に発売。
エピローグ後の次回作予告では、2006年の製作が決定した旨の字幕予告に次いで、コナン役の高山みなみによる「10周年記念超大作、劇場版名探偵コナン、乞うご期待！」というナレーションが流れた。のちに次回作は、レギュラーメンバーが勢揃いするオールスター10周年記念作品『探偵たちの鎮魂歌』であることが発表された。

## ストーリー
15年前、北大西洋の海上で貨物船「第一八代丸」が氷山に激突して沈没する事故が発生し、沖田船長と三等航海士の二人が死亡した。そして半月前、八代造船の船舶設計士・八代英人が別荘に通じる道を車で運転中心臓発作を起こし、車ごと崖下に転落して死亡した。この時を越えた一見関係なさそうな二つの事件は、豪華客船の乗員乗客全てを巻き込む巨大な陰謀の序章に過ぎなかった。
園子の計らいで八代グループの豪華客船「アフロディーテ号」の処女航海に招待されたコナン達は、大いにクルーズを楽しんでいた。船内でかくれんぼをすることになった一行だが、かくれんぼの最中に園子が何者かによって拉致・監禁されてしまう。幸いにも園子はコナンの推理によって無事に助け出されたが、今度は八代商船の社長・八代貴江が何者かに刺殺され、八代グループ会長で貴江の父である八代延太郎も行方不明になってしまう。目暮警部らが到着して捜査が始まるが、容疑者は乗員乗客を合わせて総勢600名に上り、捜査の難航は必至だった。
ほどなくして、海上保安庁によって海に漂う延太郎の遺体が発見された。一方で、小五郎はコナンとも警察とも別に独自の捜査を展開していた。事件の真相を掴んだコナンは、ウェルカムパーティーの席で阿笠博士の声を借りて推理ショーを展開し、シナリオライターの日下ひろなりを犯人として指名する。日下は第一八代丸沈没事故の犠牲者の一人である三等航海士の息子で、事故が保険金目当てに仕組まれたことを知って八代親子を殺害することを計画し、実行に移したのだった。日下は機関室に仕掛けておいた爆弾を爆発させて逃走を図るも、コナンと少年探偵団の追跡により、日下の逃亡は阻止された。
しかし、続く爆発の影響でアフロディーテ号の沈没は最早避けられないものとなり、乗員・乗客は総員退船を強いられることとなる。忘れ物に気付いた蘭は取りに戻るが、見つけた場所に取り残されてしまった。その頃、アフロディーテ号に残った小五郎は、八代英人の部下であった秋吉美波子と対峙していた。日下ではなく、小五郎が突き止めた美波子こそが事件の真犯人だったのだ。美波子は実は沖田船長の娘であり、自らに近づく日下が書いていたレポートと酒に酔った英人の口からまた第一八代丸沈没事故の真相を知り、英人を事故に見せかけ殺害すると、日下の計画を利用して復讐を成し遂げようとしたのである。
小五郎は本性を現した美波子との格闘の末、一本背負いで制圧する。コナンは姿を消した蘭と再会するも、今度は自分が船に取り残されてしまう。しかし蘭と少年探偵団のおかげでコナンは脱出に成功する。こうして乗員・乗客は全員無事に救出され、アフロディーテ号は大きな渦に巻き込まれながら海に沈んでいった。

## 登場人物

### レギュラーキャラクター
江戸川 コナン（えどがわ コナン）
声 - 高山みなみ
本作の主人公。本来の姿は「東の高校生探偵」として名を馳せている工藤新一だが、黒ずくめの組織に飲まされた毒薬・APTX4869の副作用で小学生の姿になっている。推理以外にも「超高校生級」と言われるほどのサッカーの実力を持つ。
毛利 蘭（もうり らん）
声 - 山崎和佳奈
本作のヒロイン。新一の幼馴染かつガールフレンド。空手の達人で、都大会に続き関東大会も優勝したことが判明する。
かくれんぼの最中に甲板でサッカーの練習をするコナンに新一の面影を重ねる。かくれんぼで隠れるのが異常に上手い事が本作で判明した。
毛利 小五郎（もうり こごろう）
声 - 神谷明
本作のキーパーソン。「眠りの小五郎」の異名で有名な私立探偵。蘭の父親でコナンの保護者。元警視庁捜査一課強行犯係の刑事。
普段は的外れな推理が多いが、今回はコナン以上の推理力を発揮して真相を突き止め、ほぼ単独で犯人を追い詰めている。
工藤 新一（くどう しんいち）
声 - 山口勝平/ 高山みなみ（幼少時代）
コナンの本来の姿で高校生探偵。
新一としての登場は幼少期の回想と終盤でコナンの声と姿が重なる演出のみ。蘭とかくれんぼをしていた時の蘭に対する複雑な心境が描かれる。
灰原 哀（はいばら あい）
声 - 林原めぐみ
元黒の組織の一員かつAPTX4869の開発者で、コナンの正体を新一と知る数少ない人物の一人。
船内でかくれんぼをする際に園子と共にオニを務める。
逃走した日下をコナンと共にモーターボートで追いかけた。
阿笠 博士（あがさ ひろし）
声 - 緒方賢一
コナンの正体を新一と知る数少ない人物の一人で、発明家。
阿笠が探偵役を務めたのは、劇場版では本作が初である。
吉田 歩美（よしだ あゆみ）、小嶋 元太（こじま げんた）、円谷 光彦（つぶらや みつひこ）
声 - 岩居由希子（歩美）、高木渉（元太）、大谷育江（光彦）
少年探偵団の3人。
逃走した日下をコナンと共にモーターボートで追いかけた。
アフロディーテ号に乗船する前に浜で拾った貝がらで作ったブレスレットを、空手の関東大会で優勝した蘭に金メダルとして贈った。このアイテムが終盤で波乱を呼ぶこととなる。
鈴木 園子（すずき そのこ）
声 - 松井菜桜子
蘭の同級生で親友。鈴木財閥の令嬢で、蘭や新一とは幼馴染でもある。
船内でかくれんぼの最中に何者かに襲われ、霊安室に監禁されてしまう。
目暮 十三（めぐれ じゅうぞう）
声 - 茶風林
警視庁刑事部捜査一課強行犯捜査三係の警部。
捜査のために白鳥と高木と共にアフロディーテ号に乗船する。
白鳥 任三郎（しらとり にんざぶろう）
声 - 井上和彦
警視庁捜査一課のキャリア組警部。
佐藤 美和子（さとう みわこ）
声 - 湯屋敦子
警視庁捜査一課の刑事で警部補。
千葉刑事と共に八代英仁の事故死について再調査を行っており、アフロディーテ号には乗船していない。
高木 渉（たかぎ わたる）
声 - 高木渉
警視庁捜査一課の刑事で巡査部長。佐藤刑事と両想いの恋愛関係。
千葉刑事（ちばけいじ）
声 - 千葉一伸
警視庁捜査一課の刑事で巡査部長。
トメさん
声 - 中嶋聡彦
警視庁鑑識課の鑑識官。

### オリジナルキャラクター
日下 ひろなり（くさか ひろなり）
声 - 山寺宏一
シナリオライター。26歳。
アフロディーテ号の乗客。レストランでコナン一行と無理やり同席した。髪を赤茶色に染め、サングラスを着用している。
豪華客船を舞台にしたドラマの企画書を構想中で、取材相手の秋吉美波子とは顔見知りの仲。その正体は15年前の第一八代丸沈没事故の犠牲者の一人である三等航海士の息子。真の目的は八代親子に対する復讐で、テープレコーダーを利用したトリックで2人を殺害する計画を立てていた。コナンに犯行を暴かれ、船内のモーターボートで逃走を図るも、追跡してきたコナンのキック力増強シューズと時計型麻酔銃の連続攻撃を受け、その後逮捕された。
秋吉 美波子（あきよし みなこ）
声 - 榊原良子
八代商船設計士。32歳。
知性的な美女で妃英理と似た雰囲気。そのため、いつも美女には鼻の下を伸ばす小五郎が、秋吉に対しては顔を引きつらせていた。英人がリーダーを務めていたアフロディーテ号設計グループのサブリーダーであり、アフロディーテ号という名称も自らが考案した。
劇中で起きた事件の真犯人。第一八代丸沈没事故で犠牲となった沖田船長の娘であり、取材を装って自分に近づいた日下が書いていた事故調査レポートと酒に酔った英人の口から事故の真相を知って復讐を決意。先んじて英人を殺害すると、日下の計画を利用する形で八代親子を殺害し、総仕上げとして自身の設計士としての知識を利用してアフロディーテ号を海に沈めると共に、事故に関与していた海藤を船と運命を共にしたように見せかけ殺害しようとした。その際に全ての罪を日下に擦り付ける計画だったが、これは日下がレポート内で沖田を非難していたことへの意趣返しでもあった。

#### アフロディーテ号
海藤 渡（かいどう わたる）
声 - 中田浩二
アフロディーテ号の船長。56歳。
船の最高責任者。15年前に沈没した第一八代丸では副船長を務めていた。
辻本 夏帆（つじもと なつほ）
声 - 西村ちなみ
アフロディーテ号のパーサー。25歳。
八代親子のお世話係で、乗船中のスケジュール管理も任されている。ウェルカムパーティーの司会も兼任している。
岬 直也（みさき なおや）
声 - 太田真一郎
アフロディーテ号のチーフパーサー。36歳。
捜査本部として設けられた会議室に同席する。
伊沢 洋介（いざわ ようすけ）
声 - 大川透
アフロディーテ号の一等航海士。39歳。
アフロディーテ号が転覆する事態に直面したことから、体面を気にして戸惑う海藤船長に退船命令を出すよう要請した。
水久保 仁（みずくぼ じん）
声 - 井原啓介
アフロディーテ号の船医。52歳。
犯人に拉致された園子を診療する。
磯崎 滋（いそざき しげる）
声 - 大川透
レストラン・マネージャー。41歳。
レストラン&カフェの総責任者。
汐見 勝彦（しおみ かつひこ）
声 - 遊佐浩二
アフロディーテ号の料理長。38歳。
園子を探すため厨房に入ってきたコナン達を注意するも、閉じ込められていた園子を発見して驚いていた。

#### 八代グループ
八代 延太郎（やしろ えんたろう）
声 - 岡部政明
八代グループ会長。78歳。
VIPを招待して、自らもアフロディーテ号に乗船した。犯人から脅迫状が送られてきたのを警戒して、鉄扇を護身用に所持していた。
八代 貴江（やしろ たかえ）
声 - なし
八代客船の社長で、八代延太郎の娘。51歳。
小五郎がデレデレするほどの若々しさを保っている、年齢離れしたプロポーションの持ち主。
八代 英人（やしろ ひでと）
声 - なし
八代造船の設計士で、八代貴江の夫（婿養子）。49歳。
アフロディーテ号処女航海の半月前に自動車を運転中、心臓発作を起こして崖から転落し亡くなった。

#### 乗船客
新見 謙介（にいみ けんすけ）
声 - 有本欽隆
元首相。妻と共にアフロディーテ号に乗船している。
女性客
声 - 鳳芳野、鈴木麻里子
アフロディーテ号に乗船している女性客。

#### 海上保安庁
救助隊員
声 - 山野井仁
乗船客を救出に向かった海上保安庁所属の特殊救難隊員。

#### 船内放送
アナウンス
声 - 深川史麻
アフロディーテ号の女性アナウンス。

## スタッフ
- 原作 - 青山剛昌
- 監督・絵コンテ・演出 - 山本泰一郎
- 脚本 - 古内一成
- 絵コンテ協力 - 奥脇雅晴、亀垣一、平野俊貴
- キャラクターデザイン・総作画監督 - 須藤昌朋
- デザインワークス・作画監督 - 山中純子
- メカデザイン - 森木靖泰
- レイアウトチェッカー・作画監督補 - 牟田清司、清水義治、佐藤千春、かわむらあきお、糸島雅彦
- 特殊効果 - 林好美
- 美術監督 - 渋谷幸弘
- 美術補 - 野村祐樹
- 色彩設計 - 西香代子
- 撮影監督 - 野村隆
- 編集 - 岡田輝満
- メインタイトルCGアニメーション - 西山仁
- デジタル光学録音 - 西尾昇
- 音響監督 - 井澤基
- 音響効果 - 横山正和
- 音響効果アシスタント - 横山亜紀
- 音響制作デスク - 加藤知美
- 音楽 - 大野克夫
- ストーリーエディター - 飯岡順一
- 制作担当 - 石山桂一
- アシスタントプロデューサー - 斎藤朋之、北田修一
- アソシエイトプロデューサー - 浅井認
- アニメーションプロデューサー - 西村政行
- プロデューサー - 諏訪道彦、吉岡昌仁
- アニメーション制作 - 東京ムービー
- 製作 - 「名探偵コナン」製作委員会（小学館、読売テレビ放送、日本テレビ放送網、小学館プロダクション、東宝、トムス・エンタテインメント）
- エンディングロケ・取材協力 - 商船三井客船
- 取材協力 - 海上保安庁、郵船クルーズ
- 配給 - 東宝

## テレビ放送
| 回数 | 放送枠           | 放送形態       | 放送日        | 放送時間      | 放送分数 | 平均世帯 視聴率 | 備考                                                      |
| ---- | ---------------- | -------------- | ------------- | ------------- | -------- | --------------- | --------------------------------------------------------- |
| 1    | 通常拡大枠       |                | 2006年4月3日  | 19:00 - 21:15 | 135分    |                 | 『探偵たちの鎮魂歌』の公開を記念して放送。                |
| 2    |                  | 本編ノーカット | 2013年3月30日 | 12:54 - 15:05 | 131分    |                 | 『絶海の探偵』の宣伝を兼ね、ytvの全日帯ローカル枠で放送。 |
| 3    | 金曜ロードショー |                | 2025年4月11日 | 21:00 - 22:54 | 114分    | 8.6%            | 『隻眼の残像』の公開を記念して放送。                      |

## 音楽

### 主題歌
ZARD「夏を待つセイル（帆）のように」
作詞 - 坂井泉水 / 作曲 - 大野愛果 / 編曲 - 葉山たけし
曲の歌詞は監督の指示もあったため、映画に忠実になっている。また、本作の公開に合わせて、「小五郎さんへのメッセージ」という名目でビデオによるテレビ出演を行った。

### 挿入歌
「想い出たち〜想い出〜」
歌 - 高山みなみ / 作詞 - 及川眠子 / 作曲・編曲 - 大野克夫

### サウンドトラック

#### 収録曲
1. 15年前・第一八代丸
2. 沈没、そして15年後の事件
3. アフロディーテ号
4. 名探偵コナン メイン・テーマ (水平線上ヴァージョン)
5. アフロディーテ・ビッグバンド
6. 蘭の優勝祝い
7. 阿笠クイズ '05
8. 小五郎有頂天 ~ コナンたちは
9. 園子と哀の異色コンビ
10. かくれんぼ
11. ゆったり気分
12. Lover Man
13. 暗躍
14. 気配 ~ オヤジのカタキ
15. 危機 ~ パニック
16. 焦り (ASERI)
17. 現場検証 '05
18. 捜査会議 '05 ~ 追っかけ
19. 冷静な白鳥刑事
20. コナンの忍び捜査
21. 想い出 (水平線上ヴァージョン)
22. コナンの作戦失敗
23. 波間に…? ~ メッセージ
24. ウェルカム・パーティー
25. 小五郎迷推理
26. 真打ち登場 ~ 推理
27. ヤツを追え!
28. モーターボート・バトル
29. 名探偵コナン メイン・テーマ (水平線上アドリブ・ヴァージョン)
30. ストラテジーのテーマ
31. 浮上する新たな疑問
32. 果物ナイフが!?
33. 真実に挑むコナン
34. 15年目の真実
35. 名探偵・毛利小五郎の推理
36. アクション
37. 急げ! コナン
38. 救出
39. 平和への祈り
40. 想い出たち ~想い出~ (水平線上ヴァージョン) [BONUS TRACK]

## 映像ソフト化
- DVD - 2005年12月14日発売[9]（廉価版・2011年1月28日発売[10]）
- BD - 2011年1月28日発売[11]（廉価版・2018年12月7日発売[12]。）